# Семёнов, Санал Артурович
Санал Артурович Семёнов (род. 11 июня 1990 года) — российский борец греко-римского стиля, мастер спорта России.

## Карьера
Родился 11 июня 1990 г. в поселке Комсомольский Черноземельского района Республики Калмыкия. Начал заниматься борьбой вместе с Мингияном, братом-близнецом. 
В апреле 2016 года на европейском олимпийском квалификационном турнире в сербском городе Зренянин выиграл путёвку на Олимпиаду, выиграв в финале у серба Кристиана Фриса.
Студент Института физической культуры и спорта Сибирского Федерального Университета.  В 2018 стал серебряным призером чемпионата мира среди военнослужащих